# Masius chrysopterus
Masius chrysopterus là một loài chim trong họ Pipridae.